# 모토로라 애드머럴
모토로라 애드머럴(영어: Motorola Admiral)는 모토로라 모빌리티에서 제조/판매하는 안드로이드 스마트폰이다. 출시당시 안드로이드 2.3 진저브레드를 탑재하였다.

## 출시국가

### 표준모델
- 미국

그 외 다수 국가

## 색상
- 프리미엄 블랙